# Lukas Eriksson
Lukas Eriksson, född 18 oktober 1988 i Karlstad, är en svensk ishockeyspelare som spelar för IF Björklöven i Hockeyallsvenskan. Innan han gick över till Malmö Redhawks säsongen 2011-12 spelade han i IK Oskarshamn där han gjorde en succésäsong med 40 poäng (17+23) på 52 matcher, vilket gjorde honom till lagets näst bäste poängplockare efter Johan Ryno.

## Klubbar
- HV71 2006/07
- HV71/Tingsryds AIF/IK Oskarshamn 2007/08
- IK Oskarshamn 2008/09 - 2010/11
- Malmö Redhawks 2011/12 - 2012/13
- IK Oskarshamn 2013/14 - 2014/15
- Leksands IF 2015/16 - 2016/17
- IF Björklöven 2017/18 -